# Ultima Cena (Tintoretto)
L'Ultima cena è un dipinto del pittore veneziano Tintoretto realizzato intorno al 1592-1594 e conservato nella Basilica di San Giorgio Maggiore a Venezia. È un'opera perfettamente in linea con gli altri dipinti del medesimo pittore.

## Descrizione e stile
Nella tela prevale una prospettiva angolare, in cui gli apostoli non vengono messi al centro della scena, che invece viene occupata da personaggi accidentali, come la donna che cerca un piatto in una tinozza o i servitori che prendono i piatti dal tavolo.
Questo particolare momento dell'Ultima Cena non rappresenta il momento del tradimento, come l'Ultima Cena dipinta da Leonardo, bensì il momento dell'istituzione dell'eucaristia.
Tintoretto dà una certa umanità al dipinto, ambientandolo in una sorta di taverna veneziana, la volontà del pittore era infatti quella di ambientare l'ultima cena nell'epoca in cui l'artista stesso viveva.
Quella che appare sulla tavola apparecchiata, in primo piano, sembra una torta con delle candeline, ma non si è riusciti a capirne il significato. In ogni caso questa stranezza era già presente in un'Ultima Cena datata 1574; opera di Pomponio Amalteo ed ora al Castello di Udine.
Ci sono tre livelli di luminosità: profana, religiosa e spirituale. La luminosità profana è rappresentata dalla lampada a soffitto che irraggia l'ambiente e colpisce i vari personaggi. La luminosità religiosa è data dall'aureola degli apostoli e di Gesù Cristo. La luminosità spirituale deriva dalle figure fatte solo di luce, usate dal pittore per conferire spiritualità alla scena.
Forti contrasti chiaroscurali e la presenza di una luce di scorcio fanno apparire il quadro come una rappresentazione teatrale immortalata.